# Lijst van voetbalinterlands Rusland - Servië
Deze lijst van voetbalinterlands is een overzicht van alle officiële voetbalwedstrijden tussen de nationale teams van Rusland en Servië. De landen speelden tot op heden zeven keer tegen elkaar. De eerste ontmoeting, een vriendschappelijke wedstrijd, werd gespeeld op 28 mei 2008 in Burghausen (Duitsland). Voor het Russisch voetbalelftal was dit een oefenwedstrijd in de aanloop naar het Europees kampioenschap voetbal 2008. Het laatste duel, eveneens een vriendschappelijke wedstrijd, vond plaats op 21 maart 2024 in Moskou.

## Wedstrijden
| № | Plaats     | Datum            | Competitie                  | Wedstrijd        | Uitslag |
| - | ---------- | ---------------- | --------------------------- | ---------------- | ------- |
| 1 | Burghausen | 28 mei 2008      | Vriendschappelijk           | Rusland – Servië | 2 – 1   |
| 2 | Moskou     | 10 augustus 2011 | Vriendschappelijk           | Rusland – Servië | 1 – 0   |
| 3 | Dubai      | 15 november 2013 | Vriendschappelijk           | Rusland – Servië | 1 – 1   |
| 4 | Monaco     | 5 juni 2016      | Vriendschappelijk           | Rusland – Servië | 1 – 1   |
| 5 | Moskou     | 3 september 2020 | UEFA Nations League 2020/21 | Rusland − Servië | 3 − 1   |
| 6 | Belgrado   | 18 november 2020 | UEFA Nations League 2020/21 | Servië − Rusland | 5 − 0   |
| 7 | Moskou     | 21 maart 2024    | Vriendschappelijk           | Rusland − Servië | 4 − 0   |

## Samenvatting
| Competitie          | Totaal gespeeld | Winst Rusland | Gelijk | Winst Servië | Doelsaldo Rusland – Servië |
| ------------------- | --------------- | ------------- | ------ | ------------ | -------------------------- |
| UEFA Nations League | 2               | 1             | 0      | 1            | 3 − 6                      |
| Vriendschappelijk   | 5               | 3             | 2      | 0            | 9 − 3                      |
| Totaal              | 7               | 4             | 2      | 1            | 12 − 9                     |

## Details

### Eerste ontmoeting
| Vriendschappelijk (Burghausen, Duitsland, 28 mei 2008): |       |                    |
| Rusland                                                 | 2 – 1 | Servië             |
| Pavel Pogrebnjak 12' Roman Pavljoetsjenko 48'           | goals | 40' Marko Pantelić |

### Tweede ontmoeting
| Vriendschappelijk (Moskou, Rusland, 10 augustus 2011): |       |        |
| Rusland                                                | 1 – 0 | Servië |
| Pavel Pogrebnjak 53'                                   | goals |        |

### Derde ontmoeting
| Vriendschappelijk (Dubai, Verenigde Arabische Emiraten, 15 november 2013): |       |                    |
| Rusland                                                                    | 1 – 1 | Servië             |
| Aleksandr Samedov 30'                                                      | goals | 31' Filip Đorđević |
| - Debuut van Dmitri Tarasov (Lokomotiv Moskou) voor Rusland.               |       |                    |

### Vierde ontmoeting
| Vriendschappelijk (Monaco, Monaco, 5 juni 2016): |       |                         |
| Rusland                                          | 1 – 1 | Servië                  |
| Artjom Dzjoeba 85'                               | goals | 88' Aleksandar Mitrović |

### Vijfde ontmoeting
| UEFA Nations League 2020/21 (Moskou, Rusland, 3 september 2020):       |       |                         |
| Rusland                                                                | 3 – 1 | Servië                  |
| Artjom Dzjoeba 49' (pen.) Vjatsjeslav Karavajev 70' Artjom Dzjoeba 82' | goals | 79' Aleksandar Mitrović |
| - Debuut van Strahinja Pavlović (AS Monaco) voor Servië.               |       |                         |

### Zesde ontmoeting
| UEFA Nations League 2020/21 (Belgrado, Servië, 18 november 2020): |       |         |
| Servië | 5 – 0 | Rusland |
| Nemanja Radonjić 10' Luka Jović 25' Dušan Vlahović 41' Luka Jović 45+1' Filip Mladenović 64' | goals |         |
| - Debuut van Lazar Randjelović (Olympiakos Piraeus) voor Servië. - Debuut van Roman Jevgenjev (Dinamo Moskou) voor Rusland. - Honderdste interland van Joeri Zjirkov (Zenit Sint-Petersburg) voor Rusland. |       |         |